# سالسا ورده
سالسا ورده (ت.ت. 'green sauce') نوعی سس تند و سبز در غذاهای مکزیکی است که بر پایه گوجه فرنگی و فلفل تند است.
سالسا ورده مکزیکی مبتنی بر گوجه فرنگی به امپراتوری آزتک، همان‌طور که توسط پزشک اسپانیایی فرانسیسکو هرناندز مستند شده‌است، قدمت دارد و از انواع سس‌های سبز جعفری اروپایی قرون وسطایی متمایز است.
در غذاهای مکزیک و جنوب غربی ایالات متحده، اغلب با غذاهای مکزیکی یا تکس-مکس مانند انچیلادا و چیچارون (پوست گوشت خوک) سرو می‌شود. نسخه معمولی نیومکزیکو بیشتر از شیلی سبز به جای گوجه فرنگی تشکیل شده‌است.

## انواع
این سس سبز در انواع فرعی وجود دارد: سس پخته، که در آن مواد پخته و سپس آسیاب می‌شوند. سالسا برشته شده، که در آن عناصر بر روی یک comal برشته می‌شوند و سپس آسیاب شده؛ سس خام، که در آن مواد آسیاب شده و بدون پختن خورده می‌شوند. و ترکیبی که در آن برخی از عناصر پخته شده‌است. یک molcajete یا می‌توان از مخلوط کن برای فرایند آسیاب استفاده کرد. پختن یا برشته کردن گوجه فرنگی طعم آن را افزایش می‌دهد و سالسا شیرین تری را ارائه می‌دهد. بعد از آماده شدن سس، می‌توان آن را دوباره در تابه با کمی روغن پخت.